# David Garibaldi

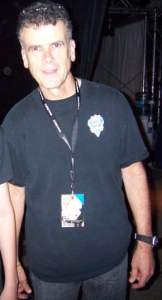
David Garibaldi

David Garibaldi (* 4. November 1946 in Oakland, Kalifornien) ist ein US-amerikanischer Schlagzeuger, der als Mitbegründer der Funk-Rhythmik gilt.

## Leben
Inspiriert von Bands wie The Meters oder James Brown entwickelte Garibaldi in den späten 1960er Jahren seine individuelle „two-level-concept“-Technik, bei der es im Wesentlichen um das Verhältnis von betonten (accented) und unbetonten (unaccented) Schlägen, meistens beim Spiel der Snare drum und der Hi-Hat, geht. Garibaldi war Mitbegründer der wegweisenden Funk-Band Tower of Power, bei der er von 1970 bis 1975 und zwischen 1979 und 1982 Mitglied war und erst wieder 1998 einstieg. Des Weiteren spielte er u. a. mit Santana, Natalie Cole, Patti Austin, Dom Famularo, Ray Obiedo, Michael Spiro und Jesus Diaz zusammen. Derzeit ist er ein vielgefragter Dozent und ein ständiges Mitglied der kalifornischen Band RAD. Im Jahr 2012 wurde er in die Percussive Arts Society „Hall of Fame“ aufgenommen.
Am 12. Januar 2017 wurde Garibaldi in Oakland vor Yoshi’s Jazz-Club zusammen mit dem Bassisten Marc Van Wageningen von einem Amtrak-Zug erfasst und schwer verletzt. Er konnte sich jedoch vollständig erholen und kehrte bald zur Band zurück, ebenso Marc Van Wageningen.

## Instrumente
David Garibaldi spielt Schlagzeuge der Firma Yamaha, in der Konfiguration: Bass Drum, zwei Hänge-Toms, Stand-Tom, zwei Snares, zwei Hi-Hats und fünf Becken. Er ist Endorser von Sabian-Becken, Vic-Firth-Sticks und Remo-Fellen.